# Ánderson Santamaría
Ánderson Santamaría Bardales (Tingo María, Perú, 10 de enero de 1992) es un futbolista peruano. Juega como defensa central y su equipo actual es Universitario de Deportes de la Liga 1 del Perú. 
Es internacional con la selección de fútbol del Perú desde 2017, con la que jugó el Mundial de Fútbol de 2018 y la Copa América 2019, obteniendo el subcampeonato.

## Trayectoria
Fue formado por Deportivo Municipal como mediocentro mixto.

### Inti Gas
Inició en 2010 jugando por la reserva del Inti Gas ayacuchano, en agosto debuta en la volante de contención junto a Marco Ruiz. Al siguiente año fue su auge en el elenco ayacuchano, donde se ganó la confianza del colombiano Edgar Ospina, jugando así 21 partidos, y logró clasificar a la Copa Sudamericana 2012. Aquel 2012 vuelve a ser el destacado del equipo, volviendo a clasificar a la Copa Sudamericana 2013.

### León de Huánuco
En 2013 llegó a León de Huánuco, donde comenzó a alternar con el equipo titular, consiguiendo la continuidad deseada un año después, donde fue destacando hasta que en 2015 logró la consolidación, pese a que su equipo perdió la categoría. El fue el máximo goleador de su equipo durante la temporada, anotando un total de 13 goles. Jugó la Copa Sudamericana 2015.

### F. B. C. Melgar
En el 2016 fichó por el FBC Melgar, campeón del Campeonato Descentralizado 2015, pudiendo disputar la Copa Libertadores, donde terminó en fase de grupos. Participó en 4 de 6 partidos y su mejor resultado fue el triunfo ante C. S. Emelec por 1-0; además su club terminó subcampeón del Campeonato Descentralizado 2016.
En el 2017 consiguió salir campeón del Torneo de Verano y así la participación de su club en la Copa Libertadores 2018.

### Club Puebla
Fue un habitual titular en Club Puebla mexicano en 2018, club al que llegó por pedido de Juan Máximo Reynoso, quien lo dirigió en FBC Melgar.

### Atlas F. C.
Debido a la falta de continuidad, se va cedido al Atlas F. C. para el Clausura 2019 también en México, la paciencia mutua entre el jugador y los dueños del club rojinegro resultó desde una salvación del descenso con una muy larga sequía de títulos hasta un bicampeonato, siendo referente defensivo de la escuadra de Guadalajara, y despertando el interés del Santos Laguna.

### Santos Laguna
En el año 2024, Anderson Santamaría migra al Santos Laguna de México, donde disputó 25 partidos y anotó un tanto.

### Universitario de Deportes
En junio de 2025, tras una conversación directa con el presidente del club, Jean Ferrari, Anderson Santamaría regresa de México para reforzar la zaga del bicampeón peruano para la etapa de octavos de final de la Copa Libertadores, y el resto del campeonato apertura y clausura de dicho año.

## Selección nacional
Fue llamado de emergencia para disputar los duelos ante Argentina y Chile. Sin embargo, no logró debutar hasta junio del 2017, en un amistoso contra Jamaica, ingresando por Alberto Rodríguez al inicio del segundo tiempo.
El 4 de junio de 2018, el entrenador de la selección peruana, Ricardo Gareca, lo confirmó como uno de los 23 convocados para la Copa Mundial de Fútbol de 2018. Debutó frente a Francia e hizo su segundo partido contra Australia.

### Participaciones en Copas del Mundo
| Mundial           | Sede  | Resultado      | Partidos | Goles |
| ----------------- | ----- | -------------- | -------- | ----- |
| Copa Mundial 2018 | Rusia | Fase de grupos | 2        | 0     |

### Participaciones en Copas América
| Torneo            | Sede           | Resultado      | Partidos | Goles |
| ----------------- | -------------- | -------------- | -------- | ----- |
| Copa América 2019 | Brasil         | Subcampeón     | 0        | 0     |
| Copa América 2021 | Brasil         | Cuarto Lugar   | 3        | 0     |
| Copa América 2024 | Estados Unidos | Fase de grupos | 1        | 0     |

### Participaciones en Clasificatorias a Copas del Mundo
| Eliminatorias                 | Sede       | Resultado    | Partidos | Goles |
| ----------------------------- | ---------- | ------------ | -------- | ----- |
| Eliminatorias Mundial de 2018 | Sudamérica | 5.º Lugar    | 1        | 0     |
| Eliminatorias Mundial de 2022 | Sudamérica | 5.º Lugar    | 4        | 0     |
| Eliminatorias Mundial de 2026 | Sudamérica | Por Disputar | 2        | 0     |
| Total                         | Total      | Total        | 7        | 0     |

### Partidos con la selección absoluta
| \| PJ \| Fecha \| Ciudad \| Local \| Resultado \| Visitante \| Competición \| \| -- \| ----------------------- \| -------------- \| -------------- \| --------- \| -------------------- \| ----------------------------- \| \| 1 \| 13-06-2017 \| Arequipa \| Perú \| 3:1 \| Jamaica \| Amistoso \| \| 2 \| 05-09-2017 \| Quito \| Ecuador \| 1:2 \| Perú \| Eliminatorias Mundial de 2018 \| \| 3 \| 23-03-2018 \| Gardens \| Perú \| 3:1 \| Croacia \| Amistoso \| \| 4 \| 27-03-2018 \| Harrison \| Islandia \| 1:3 \| Perú \| Amistoso \| \| 5 \| 03-06-2018 \| San Galo \| Arabia Saudita \| 0:3 \| Perú \| Amistoso \| \| 6 \| 09-06-2018 \| Gotemburgo \| Suecia \| 0:0 \| Perú \| Amistoso \| \| 7 \| 21-06-2018 \| Ekaterimburgo \| Francia \| 1:0 \| Perú \| Copa Mundial 2018 \| \| 8 \| 26-06-2018 \| Sochi \| Australia \| 0:2 \| Perú \| Copa Mundial 2018 \| \| 9 \| 06-09-2018 \| Ámsterdam \| Países Bajos \| 2:1 \| Perú \| Amistoso \| \| 10 \| 09-09-2018 \| Sinsheim \| Alemania \| 2:1 \| Perú \| Amistoso \| \| 11 \| 12-10-2018 \| Gardens \| Perú \| 3:0 \| Chile \| Amistoso \| \| 12 \| 20 de noviembre de 2018 \| Arequipa \| Perú \| 2:3 \| Costa Rica \| Amistoso \| \| 13 \| 5 de junio de 2019 \| Lima \| Perú \| 1:0 \| Costa Rica \| Amistoso \| \| 14 \| 05-09-2019 \| Harrison \| Perú \| (0:1) \| Ecuador \| Amistoso \| \| 15 \| 10-09-2019 \| Los Ángeles \| Brasil \| (0:1) \| Perú \| Amistoso \| \| 16 \| 11-10-2019 \| Montevideo \| Uruguay \| (1:0) \| Perú \| Amistoso \| \| 17 \| 15-11-2019 \| Gardens \| Colombia \| (1:0) \| Perú \| Amistoso \| \| 18 \| 17-11-2020 \| Lima \| Perú \| (0:2) \| Argentina \| Eliminatorias Mundial 2022 \| \| 19 \| 02-07-2021 \| Goiania \| Perú \| 3 (4:3) 3 \| Paraguay \| Copa América 2021 \| \| 20 \| 05-07-2021 \| Río de Janeiro \| Brasil \| (1:0) \| Perú \| Copa América 2021 \| \| 21 \| 09-07-2021 \| Brasilia \| Colombia \| (3:2) \| Perú \| Copa América 2021 \| \| 22 \| 02-09-2021 \| Lima \| Perú \| (1:1) \| Uruguay \| Eliminatorias Mundial 2022 \| \| 23 \| 05-09-2021 \| Lima \| Perú \| (1:0) \| Venezuela \| Eliminatorias Mundial 2022 \| \| 24 \| 09-09-2021 \| Recife \| Brasil \| (2:0) \| Perú \| Eliminatorias Mundial 2022 \| \| 25 \| 24-09-2022 \| Pasadena \| México \| (1:0) \| Perú \| Amistoso \| \| 26 \| 28-03-2023 \| Madrid \| Marruecos \| (0:0) \| Perú \| Amistoso \| \| 27 \| 16-06-2023 \| Busan \| Corea del Sur \| (0:1) \| Perú \| Amistoso \| \| 28 \| 20-06-2023 \| Suita \| Japón \| (4:1) \| Perú \| Amistoso \| \| 29 \| 12-10-2023 \| Santiago \| Chile \| (2:0) \| Perú \| Eliminatorias Mundial 2026 \| \| 30 \| 17-10-2023 \| Lima \| Perú \| (0:2) \| Argentina \| Eliminatorias Mundial 2026 \| \| 31 \| 26-03-2024 \| Lima \| Perú \| (4:1) \| República Dominicana \| Amistoso \| |                         |                |                |           |                      |                               |
| PJ | Fecha                   | Ciudad         | Local          | Resultado | Visitante            | Competición                   |
| 1 | 13-06-2017              | Arequipa       | Perú           | 3:1       | Jamaica              | Amistoso                      |
| 2 | 05-09-2017              | Quito          | Ecuador        | 1:2       | Perú                 | Eliminatorias Mundial de 2018 |
| 3 | 23-03-2018              | Gardens        | Perú           | 3:1       | Croacia              | Amistoso                      |
| 4 | 27-03-2018              | Harrison       | Islandia       | 1:3       | Perú                 | Amistoso                      |
| 5 | 03-06-2018              | San Galo       | Arabia Saudita | 0:3       | Perú                 | Amistoso                      |
| 6 | 09-06-2018              | Gotemburgo     | Suecia         | 0:0       | Perú                 | Amistoso                      |
| 7 | 21-06-2018              | Ekaterimburgo  | Francia        | 1:0       | Perú                 | Copa Mundial 2018             |
| 8 | 26-06-2018              | Sochi          | Australia      | 0:2       | Perú                 | Copa Mundial 2018             |
| 9 | 06-09-2018              | Ámsterdam      | Países Bajos   | 2:1       | Perú                 | Amistoso                      |
| 10 | 09-09-2018              | Sinsheim       | Alemania       | 2:1       | Perú                 | Amistoso                      |
| 11 | 12-10-2018              | Gardens        | Perú           | 3:0       | Chile                | Amistoso                      |
| 12 | 20 de noviembre de 2018 | Arequipa       | Perú           | 2:3       | Costa Rica           | Amistoso                      |
| 13 | 5 de junio de 2019      | Lima           | Perú           | 1:0       | Costa Rica           | Amistoso                      |
| 14 | 05-09-2019              | Harrison       | Perú           | (0:1)     | Ecuador              | Amistoso                      |
| 15 | 10-09-2019              | Los Ángeles    | Brasil         | (0:1)     | Perú                 | Amistoso                      |
| 16 | 11-10-2019              | Montevideo     | Uruguay        | (1:0)     | Perú                 | Amistoso                      |
| 17 | 15-11-2019              | Gardens        | Colombia       | (1:0)     | Perú                 | Amistoso                      |
| 18 | 17-11-2020              | Lima           | Perú           | (0:2)     | Argentina            | Eliminatorias Mundial 2022    |
| 19 | 02-07-2021              | Goiania        | Perú           | 3 (4:3) 3 | Paraguay             | Copa América 2021             |
| 20 | 05-07-2021              | Río de Janeiro | Brasil         | (1:0)     | Perú                 | Copa América 2021             |
| 21 | 09-07-2021              | Brasilia       | Colombia       | (3:2)     | Perú                 | Copa América 2021             |
| 22 | 02-09-2021              | Lima           | Perú           | (1:1)     | Uruguay              | Eliminatorias Mundial 2022    |
| 23 | 05-09-2021              | Lima           | Perú           | (1:0)     | Venezuela            | Eliminatorias Mundial 2022    |
| 24 | 09-09-2021              | Recife         | Brasil         | (2:0)     | Perú                 | Eliminatorias Mundial 2022    |
| 25 | 24-09-2022              | Pasadena       | México         | (1:0)     | Perú                 | Amistoso                      |
| 26 | 28-03-2023              | Madrid         | Marruecos      | (0:0)     | Perú                 | Amistoso                      |
| 27 | 16-06-2023              | Busan          | Corea del Sur  | (0:1)     | Perú                 | Amistoso                      |
| 28 | 20-06-2023              | Suita          | Japón          | (4:1)     | Perú                 | Amistoso                      |
| 29 | 12-10-2023              | Santiago       | Chile          | (2:0)     | Perú                 | Eliminatorias Mundial 2026    |
| 30 | 17-10-2023              | Lima           | Perú           | (0:2)     | Argentina            | Eliminatorias Mundial 2026    |
| 31 | 26-03-2024              | Lima           | Perú           | (4:1)     | República Dominicana | Amistoso                      |

## Estadísticas

### Clubes
| Club                             | Div.          | Temporada     | Liga  | Liga  | Copas nacionales | Copas nacionales | Copas internacionales | Copas internacionales | Total | Total |
| Club                             | Div.          | Temporada     | Part. | Goles | Part.            | Goles            | Part.                 | Goles                 | Part. | Goles |
| -------------------------------- | ------------- | ------------- | ----- | ----- | ---------------- | ---------------- | --------------------- | --------------------- | ----- | ----- |
| Inti Gas · Perú                  | 1.ª           | 2010          | 5     | 0     | —                | —                | —                     | —                     | 5     | 0     |
| Inti Gas · Perú                  | 1.ª           | 2011          | 20    | 0     | —                | —                | —                     | —                     | 20    | 0     |
| Inti Gas · Perú                  | 1.ª           | 2012          | 31    | 2     | —                | —                | 2                     | 0                     | 33    | 2     |
| Inti Gas · Perú                  | Total club    | Total club    | 56    | 2     | 1                | 0                | 2                     | 0                     | 58    | 2     |
| León de Huánuco · Perú           | 1.ª           | 2013          | 23    | 1     | —                | —                | —                     | —                     | 23    | 1     |
| León de Huánuco · Perú           | 1.ª           | 2014          | 24    | 2     | 11               | 2                | —                     | —                     | 35    | 4     |
| León de Huánuco · Perú           | 1.ª           | 2015          | 27    | 11    | 8                | 2                | 2                     | 0                     | 37    | 13    |
| León de Huánuco · Perú           | Total club    | Total club    | 74    | 14    | 19               | 4                | 2                     | 0                     | 95    | 18    |
| FBC Melgar · Perú                | 1.ª           | 2016          | 36    | 2     | —                | —                | 4                     | 0                     | 40    | 2     |
| FBC Melgar · Perú                | 1.ª           | 2017          | 30    | 1     | —                | —                | 4                     | 0                     | 34    | 1     |
| FBC Melgar · Perú                | Total club    | Total club    | 66    | 3     | 0                | 0                | 8                     | 0                     | 74    | 3     |
| Puebla · México                  | 1.ª           | C-2018        | 13    | 0     | 2                | 0                | —                     | —                     | 15    | 0     |
| Puebla · México                  | 1.ª           | A-2018        | 8     | 3     | 1                | 0                | —                     | —                     | 9     | 3     |
| Puebla · México                  | Total club    | Total club    | 21    | 3     | 3                | 0                | 0                     | 0                     | 24    | 3     |
| Atlas F. C. · México             | 1.ª           | C-2019        | 15    | 2     | 2                | 0                | —                     | —                     | 17    | 2     |
| Atlas F. C. · México             | 1.ª           | A-2019        | 10    | 0     | 2                | 0                | —                     | —                     | 12    | 0     |
| Atlas F. C. · México             | 1.ª           | 2020-21       | 23    | 1     | —                | —                | —                     | —                     | 23    | 1     |
| Atlas F. C. · México             | 1.ª           | 2021-22       | 42    | 1     | 1                | 0                | 2                     | 0                     | 45    | 1     |
| Atlas F. C. · México             | 1.ª           | 2022-23       | 26    | 0     | —                | —                | 3                     | 0                     | 29    | 0     |
| Atlas F. C. · México             | 1.ª           | 2023-24       | 19    | 0     | —                | —                | 3                     | 0                     | 22    | 0     |
| Atlas F. C. · México             | Total club    | Total club    | 114   | 4     | 5                | 0                | 6                     | 0                     | 148   | 4     |
| Santos Laguna · México           | 1.ª           | 2024-25       | 23    | 1     | —                | —                | 2                     | 0                     | 25    | 1     |
| Santos Laguna · México           | Total club    | Total club    | 23    | 1     | 0                | 0                | 2                     | 0                     | 25    | 1     |
| Universitario de Deportes · Perú | 1.ª           | 2025          |       |       | —                | —                | —                     | —                     | —     | —     |
| Universitario de Deportes · Perú | Total club    |               |       |       |                  |                  |                       |                       |       |       |
| Total carrera                    | Total carrera | Total carrera | 327   | 23    | 28               | 4                | 18                    | 0                     | 424   | 31    |

## Palmarés

### Torneos nacionales
| Título               | Club        | País   | Año     |
| -------------------- | ----------- | ------ | ------- |
| Torneo de verano     | FBC Melgar  | Perú   | 2017    |
| Liga MX              | Atlas F. C. | México | 2021    |
| Liga MX              | Atlas F. C. | México | 2022    |
| Campeón de Campeones | Atlas F. C. | México | 2021-22 |

### Distinciones individuales
| Distinción                                                   | Año  |
| ------------------------------------------------------------ | ---- |
| Incluido en el equipo ideal del Torneo de Verano 2017 (Perú) | 2017 |
| Incluido en el XI ideal de la Liga MX (Torneo Apertura 2021) | 2021 |